# Газиаул
Газиаул — покинутый аул в Чеберлоевском районе Чеченской Республики.

## География
Аул расположен к северо-востоку от районного центра Шаро-Аргун.
Ближайшие населённые пункты: на северо-западе — Хай-Хецагуни, Лешкорой и Сельберой, на юго-востоке — Арапоаул и Чуреймохк, на юго-западе — Багинаул и Нежелой, на западе — Джубикаул.